# Барбона
Барбо̀на (на италиански и на венециански: Barbona) е село и община в Северна Италия, провинция Падуа, регион Венето. Разположено е на 7 m надморска височина. Населението на общината е 673 души (към 2014 г.).